# Grigori Alexandrovitch Stroganov (1824-1878)
Comte Grigori Alexandrovitch Stroganov, (en alphabet cyrillique : Граф Григорий Александрович Строганов), né le 16 juin 1824 à Saint-Pétersbourg, décédé le 6 février 1878 à Saint-Pétersbourg. Chambellan, adjudant-général

## Famille
Fis du comte Alexandre Grigorievitch Stroganov et de son épouse la princesse Natalia Viktorovna Kochubey.
Le 4 novembre 1853, il épousa morganatiquement la grande-duchesse Maria Nikolaïevna de Russie, fille de Nicolas Ier de Russie et de Charlotte de Prusse.
Trois enfants naquirent de cette union :
- Mariamna Alexandrovna Stroganova :
- Grigori Grigorievitch Stroganov : (1857-1859).
- Ielena Grigorievna Stroganova : (1861-1908), en 1879, elle épousa Vladimir Alekseevitch Cheremetiev (1847-1893)[1].

## Biographie

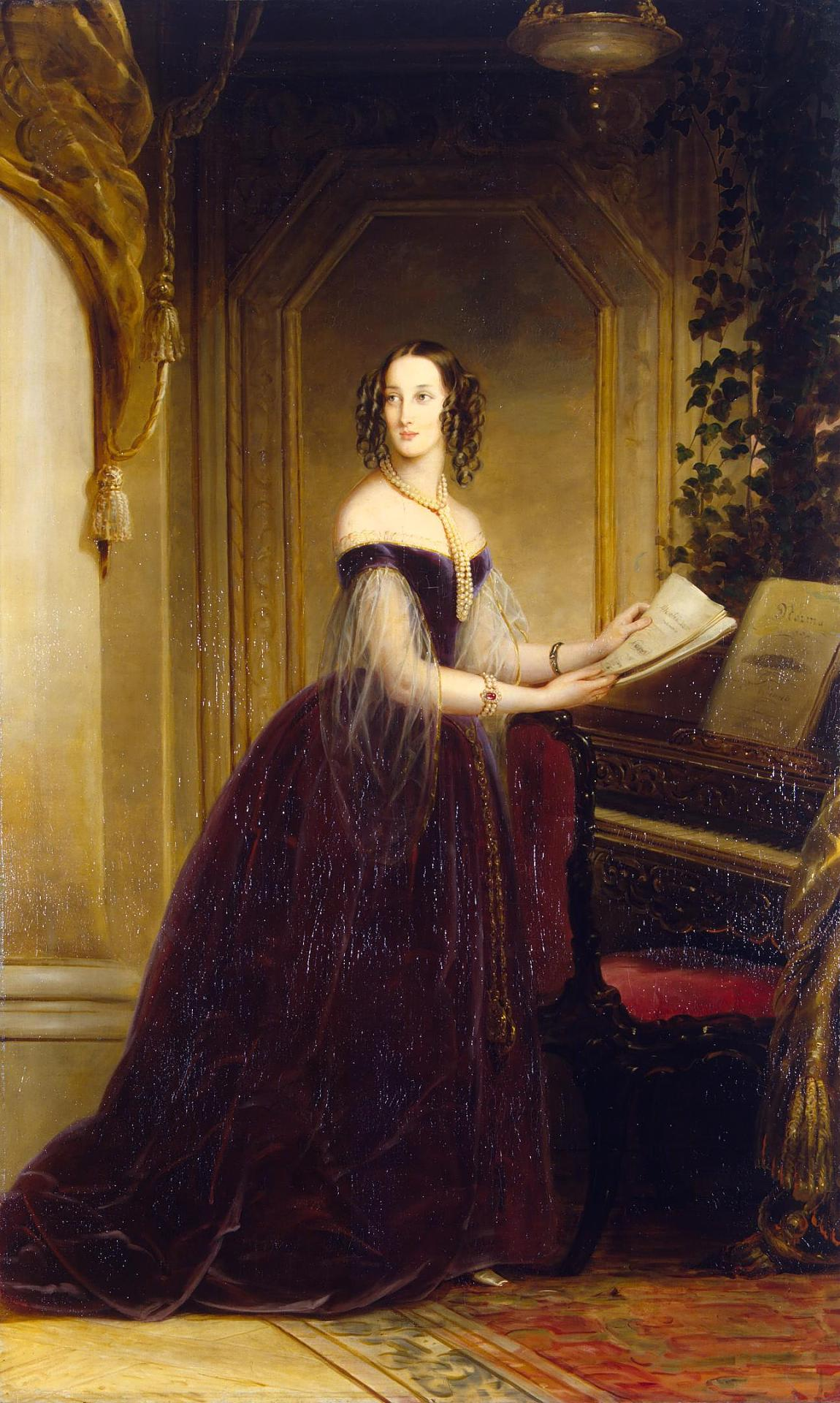
La grande-duchesse Maria Nikolaïevna de Russie, une œuvre du peintre Christina Robertson

Fils aîné du comte Alexandre Grigorievitch Stroganov. Selon l'historien russe S.M. Soloviev, le jeune Grigori Alexandrovitch ressemblait beaucoup à sa mère. Il fit ses études au Corps des Pages à Saint-Pétersbourg. Le 2 août 1843, au grade de cornette, il intégra le Régiment de la Garde à cheval. Le 30 mars 1853, il fut élevé au grade de lieutenant. le 26 juin 1855, il reçut le titre honorifique de maître de cavalerie et fut promu adjudant-général. Il commanda le 2e régiment de Cosaques de la Petite Russie.

### Maria Nikolaïevna de Russie et le comte Grigori Alexandrovitch Stroganov
Après le décès de son époux, le duc Maximilien de Leuchtenberg, le 1er novembre 1852, la grande-duchesse Maria Nikolaïevna, fille préférée du tsar Nicolas Ier de Russie fut plongée dans une grande tristesse. Quelques mois plus tard, elle réapparut cependant en public, souriante et heureuse. La grande-duchesse cachait un secret, elle était éprise d'un beau cavalier, membre de la richissime famille Stroganov. Cette liaison amoureuse avec le comte Grigori Alexandrovitch fut tenue secrète. Après une année de deuil, le comte Grigori Alexandrovitch épousa secrètement la grande-duchesse Maria Nikolaïevna de Russie dans l'église du palais Mariyinsky. Ce mariage se déroula en secret et à l'insu de l'empereur, le frère de la grande-duchesse, le futur Alexandre II de Russie et son épouse apportèrent leur aide au jeune couple. Ce mariage fit courir un grand danger au jeune comte, au cas où cette union aurait été découverte par le tsar, ce dernier aurait cassé les liens de cette union morganatique, en outre, Grigori Alexandrovitch eut été exilé au Caucase et la grande-duchesse Maria Nikolaïevna enfermée dans un couvent. Au décès de Nicolas Ier de Russie, son successeur, grâce à la promulgation d'une loi spéciale signée le 24 septembre 1856 à Moscou, reconnut le mariage mais il resta secret.
Ils s'installèrent à Florence en 1862, à la Villa Quarto qui avait appartenu jadis à Jérôme Bonaparte. Elle prit comme conseiller le peintre et collectionneur Karl Eduard von Liphart. Quasi quotidiennement, le couple visitait les musées, les collections privées et se rendait chez les antiquaires. La comtesse Stroganov, née Maria Nicolaïevna de Russie, achetait avec zèle et passion peintures, sculptures et mobilier pour l'aménagement de la Villa Quarto.
Maria Nicolaïevna de Russie dut souffrir de varices ou d'une sorte de maladie osseuse, car à la fin de sa vie elle était invalide. Elle décéda dans son sommeil, le 21 février 1876 à Saint-Pétersbourg.
Elle fut inhumée en la cathédrale Pierre-et-Paul de Saint-Pétersbourg.

### Décès et inhumation du comte Grigori Alexandrovitch Stroganov

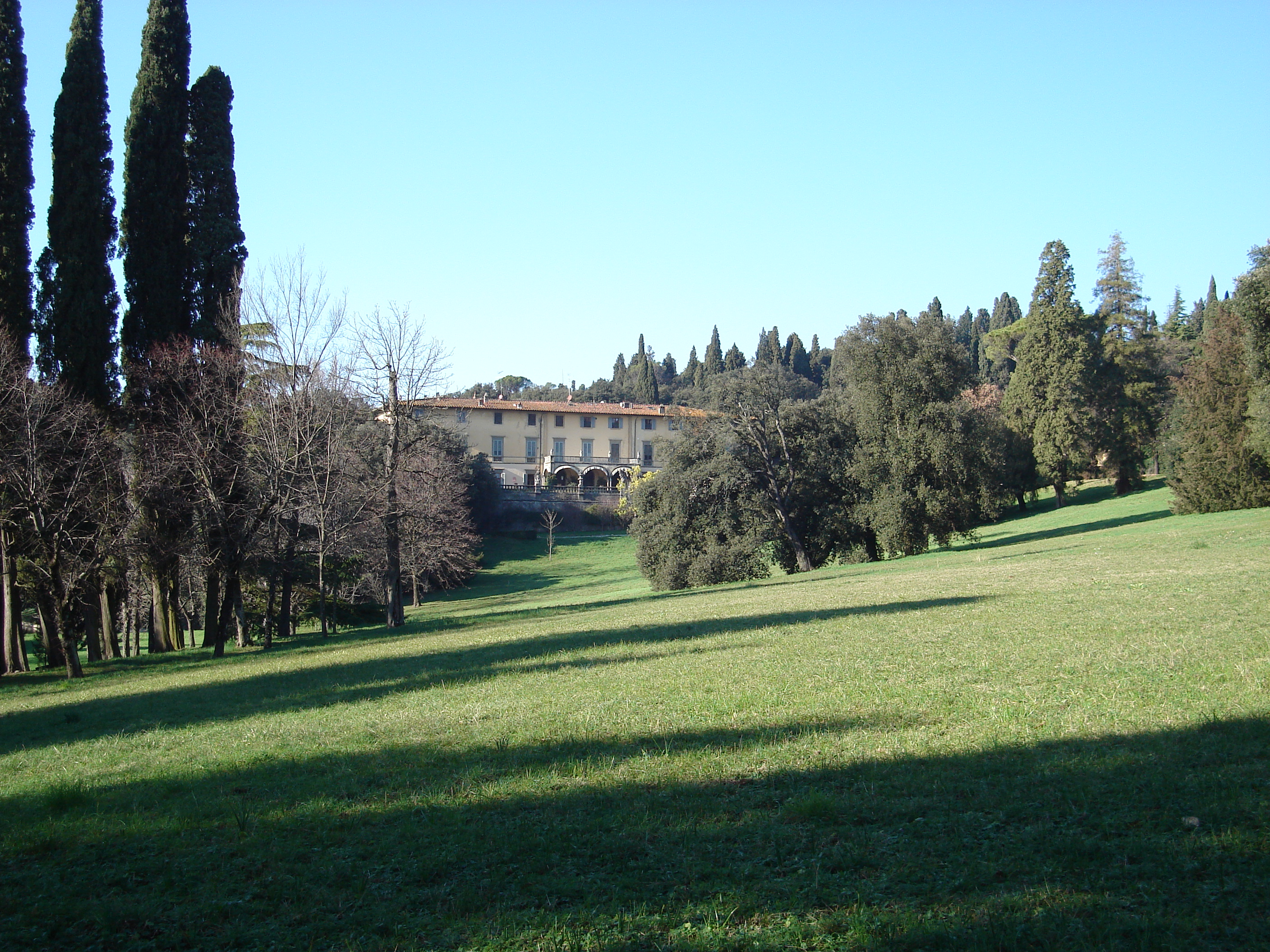
La Villa Quarto à Florence

Il décéda le 6 février 1878 à Saint-Pétersbourg. Il fut inhumé à la Laure de la Trinité-Saint-Serge à Moscou.

## Sources
- (ru) Cet article est partiellement ou en totalité issu de l’article de Wikipédia en russe intitulé « Строганов, Григорий Александрович (1824—1878) » (voir la liste des auteurs).